# Mathi
Mathi (piemontesisch Mati) ist eine Gemeinde in der italienischen Metropolitanstadt Turin (TO), Region Piemont. 

## Lage und Einwohner

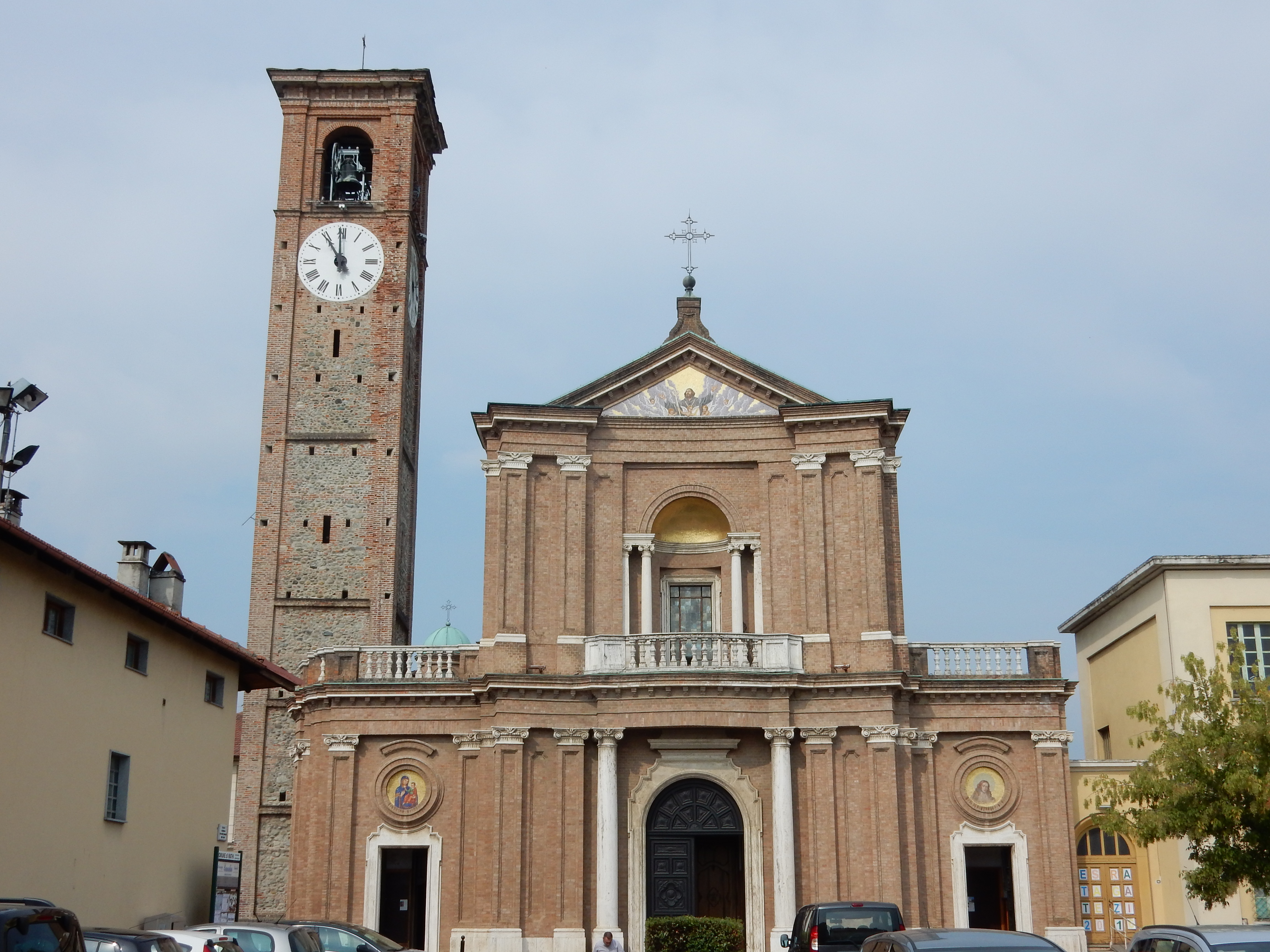
Pfarrkirche San Mauro in Mathi

Das Gemeindegebiet umfasst eine Fläche von 7 km² und hat 3712 Einwohner (Stand 31. Dezember 2023). Die Entfernung in das südöstlich gelegene Turin beträgt 28 Kilometer. Der Ort liegt am Stura di Lanzo, der in Turin in den Po mündet. 
Die Nachbargemeinden sind Corio, Balangero, Grosso, Cafasse und Villanova Canavese.

## Wirtschaft
In Mathi befindet sich, seit 1964, eine Produktionsstätte des finnischen Unternehmens Ahlstrom-Munksjö für Spezialpapiere.

## Gemeindepartnerschaften
- Las Parejas, Argentinien
- Mġarr, Malta